# Tony Ineson
Anthony Braemar (Tony) Ineson  (Christchurch, 23 april 1950) is een voormalig hockeyer uit Nieuw-Zeeland. 
Ineson was de aanvoerder van de Nieuw-Zeelandse ploeg die tijdens de Olympische Spelen 1976 de gouden medaille won. Ineson was geselecteerd voor de Olympische Zomerspelen 1980 in Moskou, maar kon niet deelnemen omdat de hockeyploeg meedeed aan de boycot. 

## Erelijst
- 1975 - 7e Wereldkampioenschap in Kuala Lumpur
- 1976 –  Olympische Spelen in Montreal